# Oechsen
Oechsen ist eine Gemeinde im Wartburgkreis in Thüringen. Erfüllende Gemeinde für Oechsen ist die Gemeinde Dermbach.

## Geografie

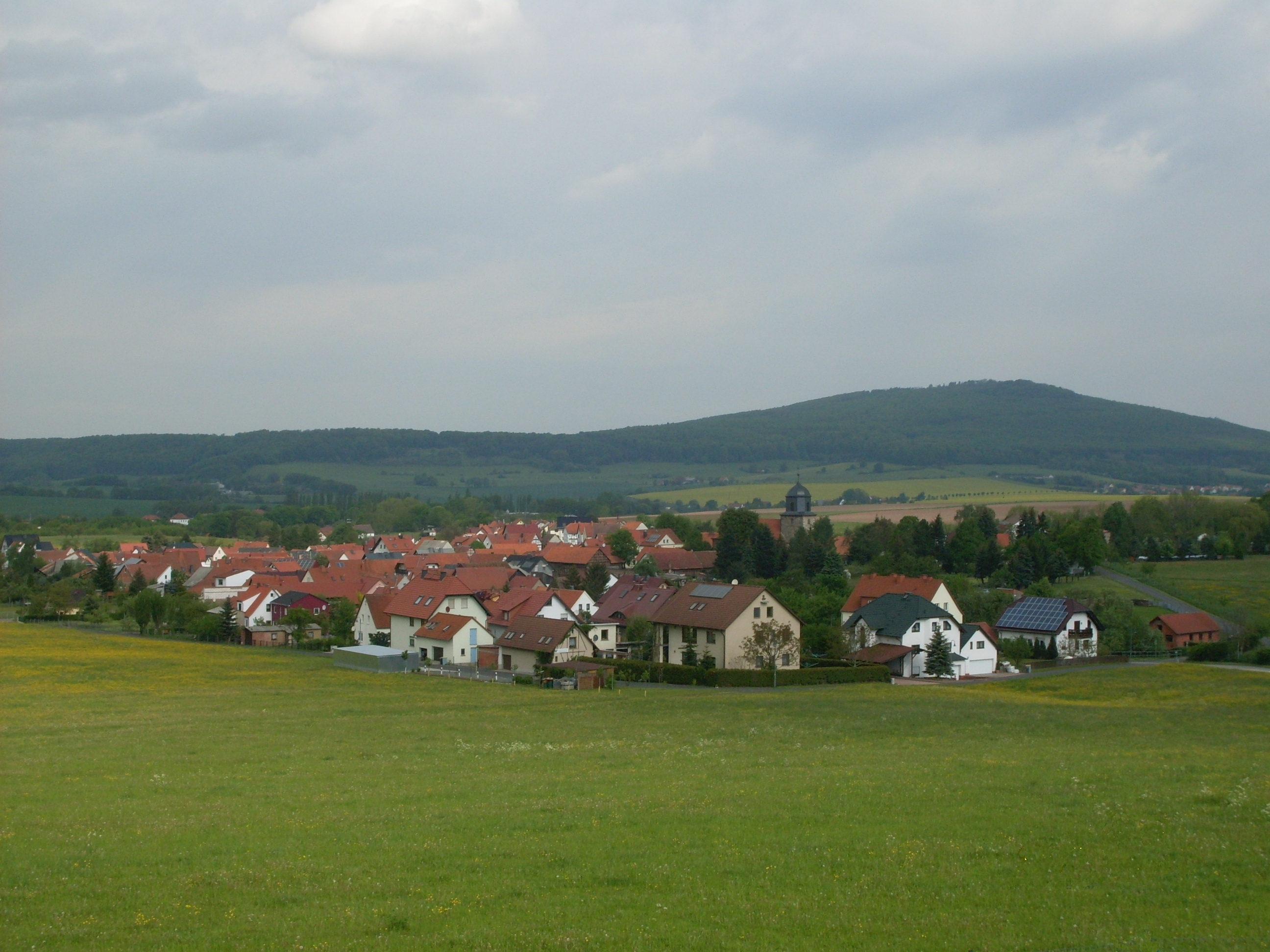
Oechsen

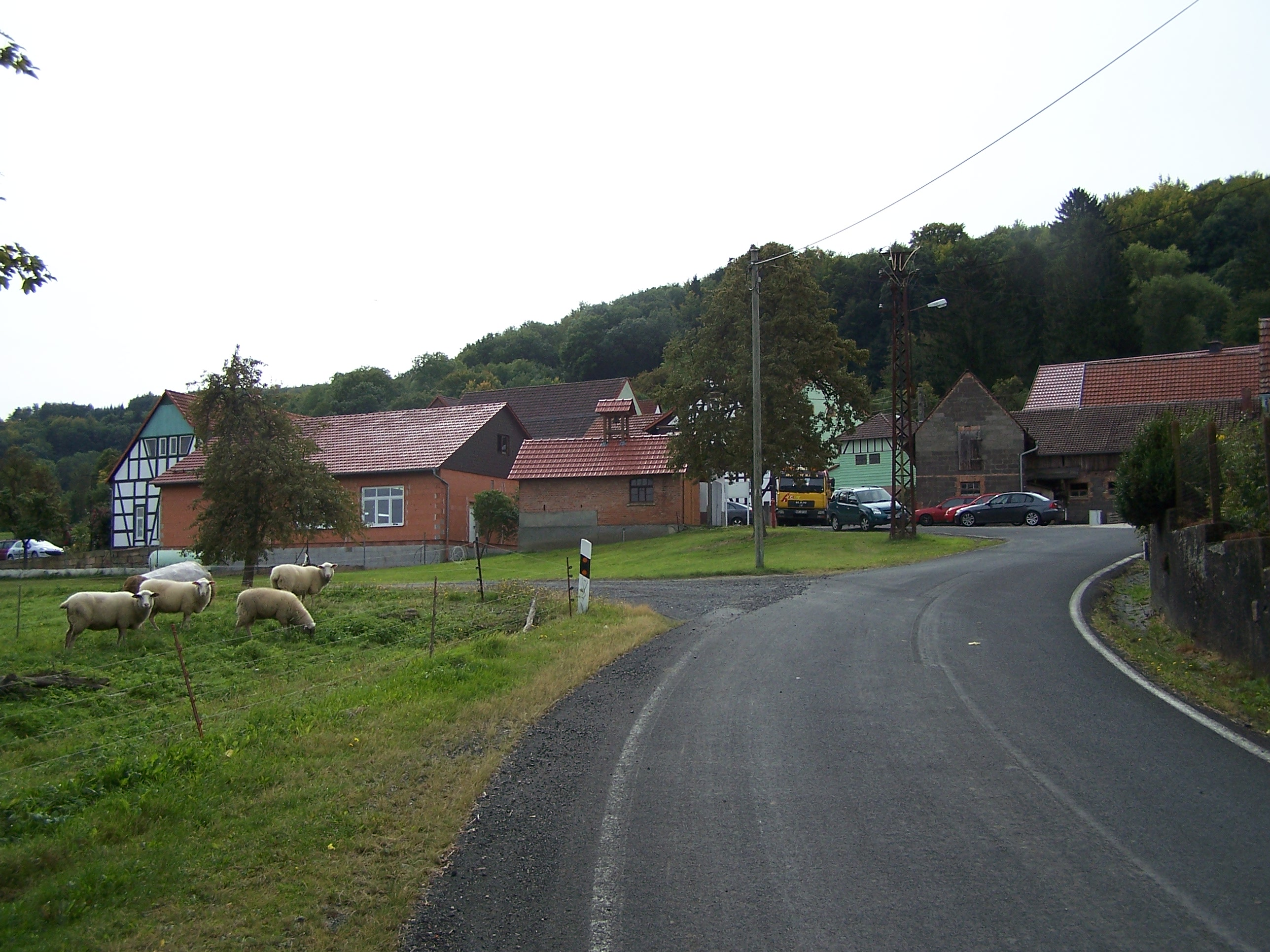
Lenders

Die Gemeinde Oechsen liegt im Zentrum der Thüringischen Rhön, etwa 15 Kilometer (Luftlinie) westsüdwestlich der Kreisstadt Bad Salzungen im Tal des Gewässers Oechse.
Als höchste Erhebung gilt der Berg Schorn (559,1 m ü. NN).
Zur Gemeinde gehört der Ortsteil Lenders; die Kerngemeinde Oechsen ist mit dem Ort Niederoechsen zusammengewachsen. Am 30. Juni 2009 wohnten 22 Einwohner im Ortsteil Lenders.

## Geschichte
Erste geschichtliche Erwähnung erfolgte im Jahre 977. Die ältesten Namensformen sind: Uhsino, Uhseno, Ussine. Die Siedlung Oechsen gehörte zum Besitz eines Kloster Rasdorf.
Im Jahre 1166 wurden Einkünfte des Klosters Fulda verzeichnet. Um das Jahr 1214 wurde durch Graf Erpho von Neidhartshausen auf dem nahegelegenen Berg Schorn eine Burganlage – die Schönburg – errichtet. Nach der Überlieferung soll Erpho den Berg widerrechtlich besetzt haben, er musste daher beeiden, sich keinerlei Rechte über die Bauern von Oechsen anzumaßen. Heute sind nur noch geringe Spuren der ehemaligen Burganlage zu erkennen.
Die Ortslage und besonders die St.-Laurentius-Kirche waren mit Befestigungsanlagen versehen, der Turm diente als Wehrturm. An den Mauerresten lässt sich noch erkennen, dass auch der Kirchplatz durch eine Sandsteinmauer (Wehrmauer) geschützt war. Teile der Kirche wurden 1586 abgerissen. 1801 wurde eine neue und größere Kirche erbaut. Als Exklave des Amts Vacha kam Oechsen mit diesem nach der Säkularisation zur Landgrafschaft Hessen-Kassel und gelangte im Jahre 1816 zum Großherzogtum Sachsen-Weimar-Eisenach.
Um 1890 wurden im Werra-Rhön-Gebiet Kalisalzvorkommen erschlossen. Auch bei Oechsen wurde 1911 in Niederoechsen mit der Teufung von zwei Schächten begonnen. Beim Anteufen des Platten-Dolomits wurden jedoch erhebliche Wasserzuflüsse angetroffen, die einen Weiterbau unmöglich machten.

## Politik

### Gemeinderat
Der Gemeinderat von Oechsen setzt sich aus acht Ratsmitgliedern zusammen:
- Bürgerinitiative Oechsen: 8 Sitze

(Stand: Kommunalwahl am 26. Mai 2024)

### Bürgermeister
Seit dem 1. Juli 2022 ist Sina Römhild die Bürgermeisterin von Oechsen. Damit war sie bei Amtsantritt mit 24 Jahren bundesweit die jüngste Amtsträgerin.

## Kultur und Sehenswürdigkeiten

### Baudenkmale

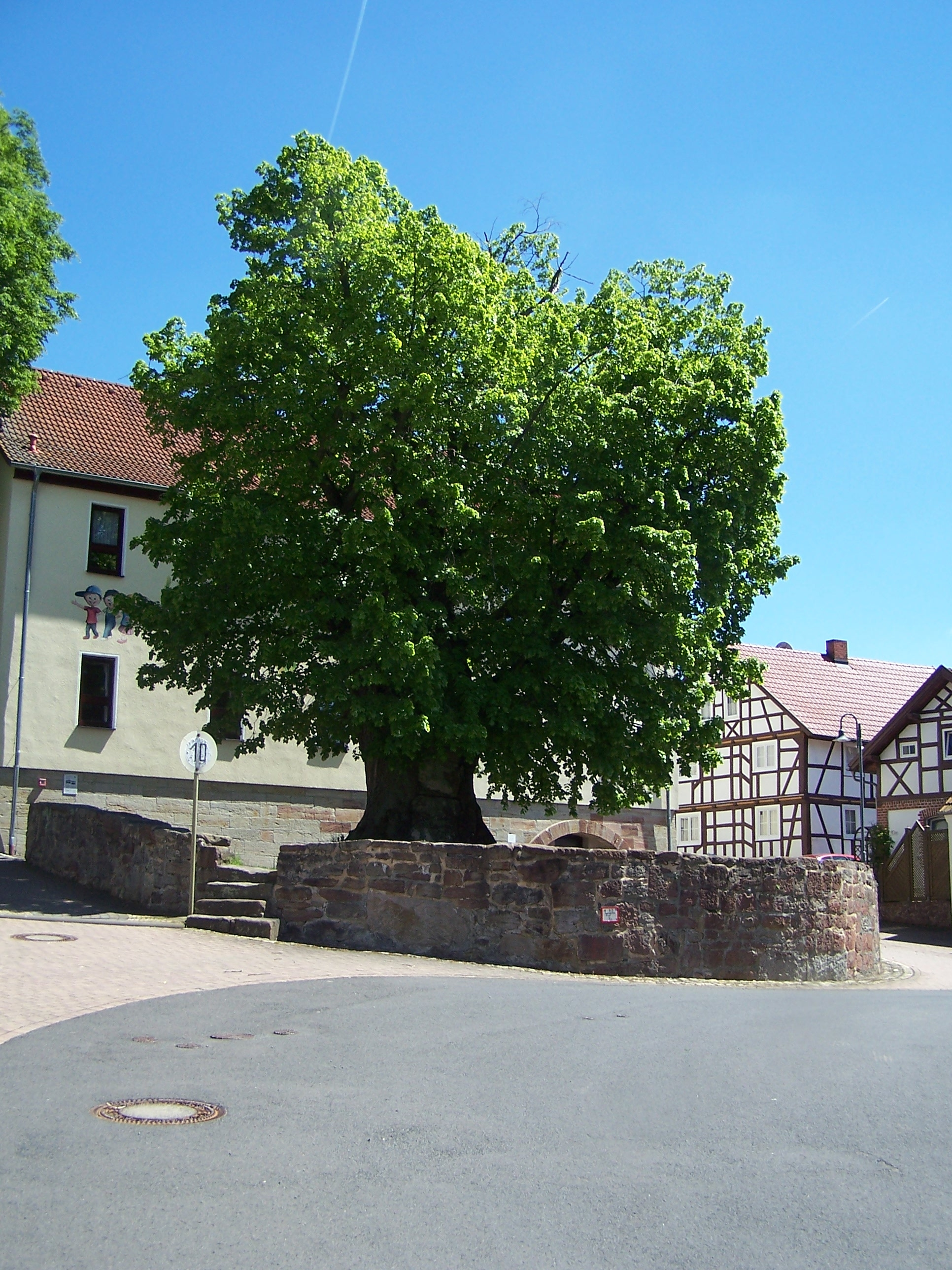
Dorflinde und Anger

Die St.-Laurentius-Kirche wurde 1801 teilweise erneuert.

### Naturschutzgebiete und -denkmale
Das Naturschutzgebiet Kalktuff-Niedermoor liegt etwa einen Kilometer westlich der Ortslage in Richtung des Nachbarortes Geblar und hat eine Gesamtfläche von 4,8 Hektar, es wurde am 11. September 1967 ausgewiesen.
Die über dreihundert Jahre alte Dorflinde, deren Standort jahrhundertelang als Tanzplatz diente, wurde 1956 als Naturdenkmal ausgewiesen.

### Musikverein
Die Oechsener Musikanten spielen Blasmusik und moderne Volksmusik.

## Wirtschaft und Infrastruktur

### Verkehr

#### Schienenverkehr
Der Ausbau der Kalischächte machte es erforderlich, zum Abtransport der Rohstoffe eine Bahnstrecke von Oechsen zur Ulstertalbahn nach Wenigentaft zu erbauen. Die 1912 in Betrieb genommene Wenigentaft-Oechsener Eisenbahn wurde bis 1952 sowohl für den Transport von Basaltschotter vom Tagebau auf dem Dietrichsberg als auch für den Personenverkehr genutzt.

#### Straßenverkehr / ÖPNV
Oechsen liegt an der Landesstraße 1026, die Geisa mit Dermbach verbindet. Weitere Landesstraßen führen über Gehaus nach Stadtlengsfeld sowie nach Vacha. Der Ort wird durch mehrere Buslinien des Verkehrsunternehmen Wartburgmobil erschlossen. Es bestehen Busverbindungen nach Bad Salzungen, Dermbach, Stadtlengsfeld und Vacha.

### Wasser und Abwasser
Die Wasserver- und Abwasserentsorgung wird durch den Wasser- und Abwasserverband Bad Salzungen sichergestellt.